# جورج وليامز
جورج وليامز (بالإنجليزية: George Williams)‏ (10 أكتوبر 1897 المملكة المتحدة - 22 فبراير 1957 ساوثهامبتون المملكة المتحدة) هو لاعب كرة قدم بريطاني.